# Municipio de New Berlin
El municipio de New Berlin (en inglés: New Berlin Township) es un municipio ubicado en el condado de Sangamon en el estado estadounidense de Illinois. En el año 2010 tenía una población de 1524 habitantes y una densidad poblacional de 18,85 personas por km².

## Geografía
El municipio de New Berlin se encuentra ubicado en las coordenadas 39°43′3″N 89°53′23″O / 39.71750, -89.88972. Según la Oficina del Censo de los Estados Unidos, el municipio tiene una superficie total de 80.85 km², de la cual 80,7 km² corresponden a tierra firme y (0,19 %) 0,15 km² es agua.

## Demografía
Según el censo de 2010, había 1524 personas residiendo en el municipio de New Berlin. La densidad de población era de 18,85 hab./km². De los 1524 habitantes, el municipio de New Berlin estaba compuesto por el 97,83 % blancos, el 0,59 % eran afroamericanos, el 0,26 % eran amerindios, el 0,33 % eran asiáticos y el 0,98 % eran de una mezcla de razas. Del total de la población el 0,79 % eran hispanos o latinos de cualquier raza.